# Papilio cresphontes
Papilio cresphontes là một loài bướm phượng trong [[chi Papilio thuộc họ Bướm phượng. Loài này được tìm thấy ở nhiều khu vực Bắc Mỹ và vào rìa Nam Mỹ (chỉ Colombia). Tại Hoa Kỳ và Canada nó là chủ yếu tìm thấy ở phía nam và phía đông. Với sải cánh dài khoảng 10–16 cm (3,9–6,3 in), nó là loài bướm lớn nhất ở Canada và Hoa Kỳ.
Cơ thể và cánh màu nâu sẫm đến đen với dải màu vàng. Có là một "mắt" màu vàng trong mỗi cái đuôi cánh. Bụng có dải màu vàng cùng với màu nâu trước đó đã đề cập. Con trưởng thành khá tương tự như những con trưởng thành khác của các loài Papilio, P. thoas.

## Hình ảnh

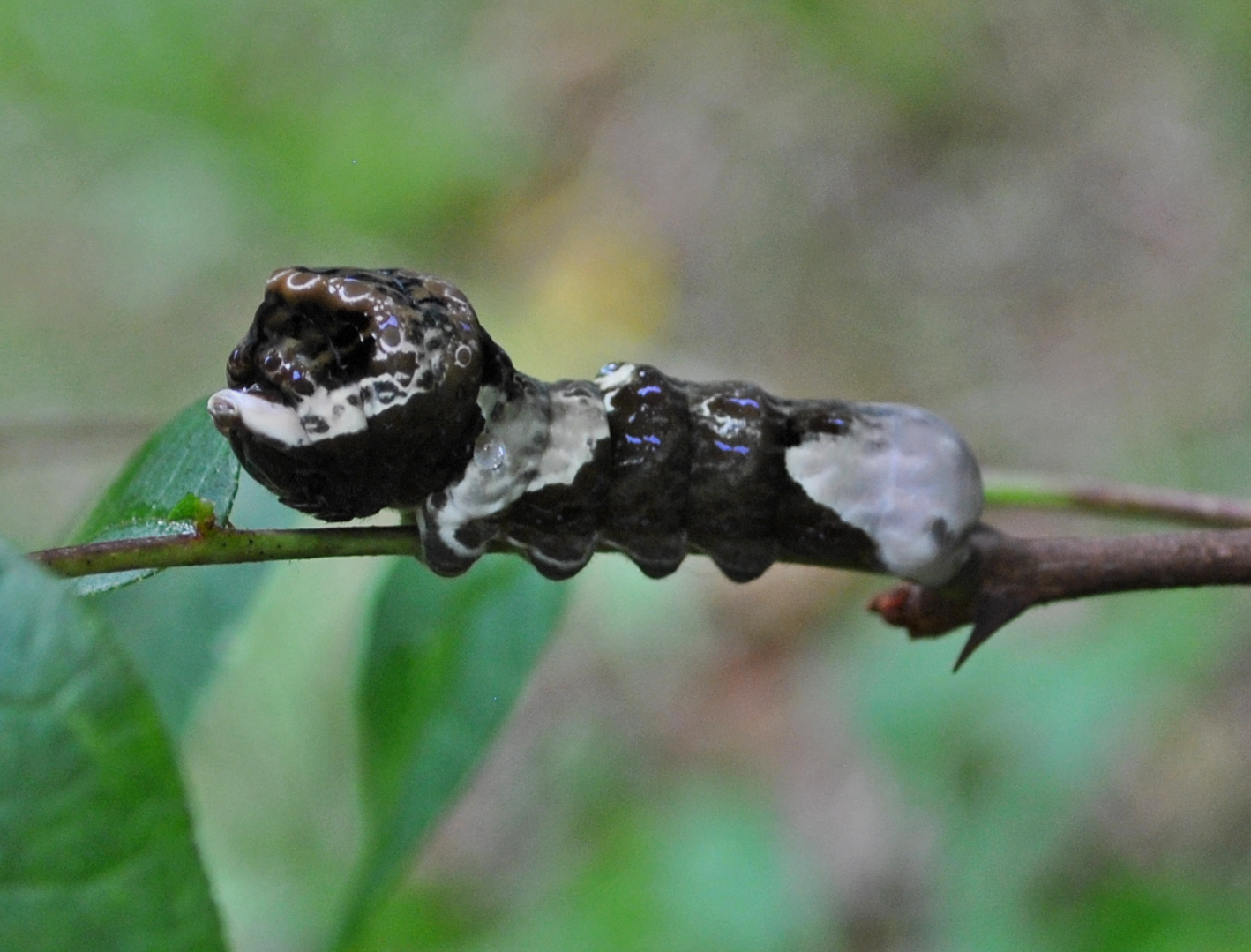
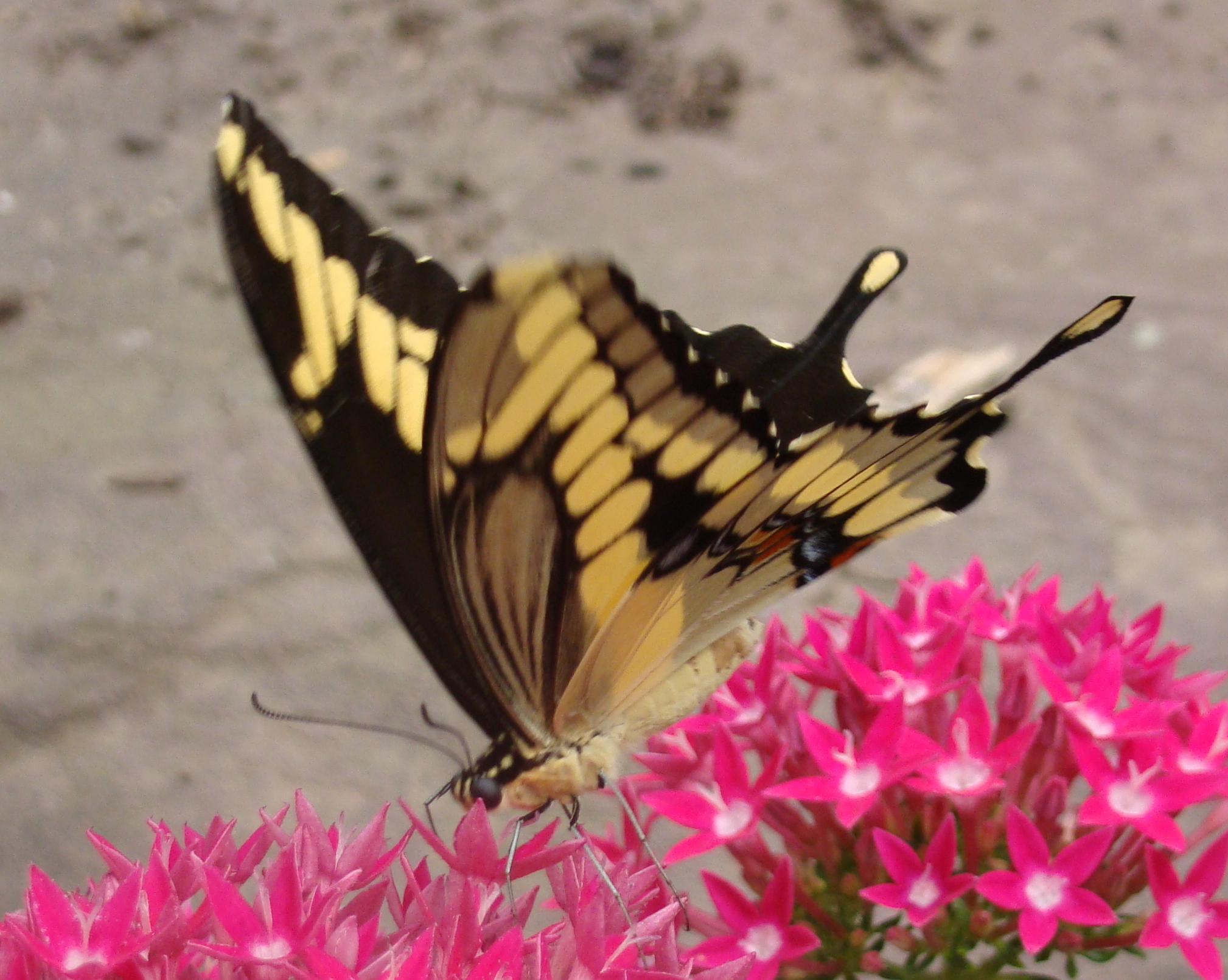
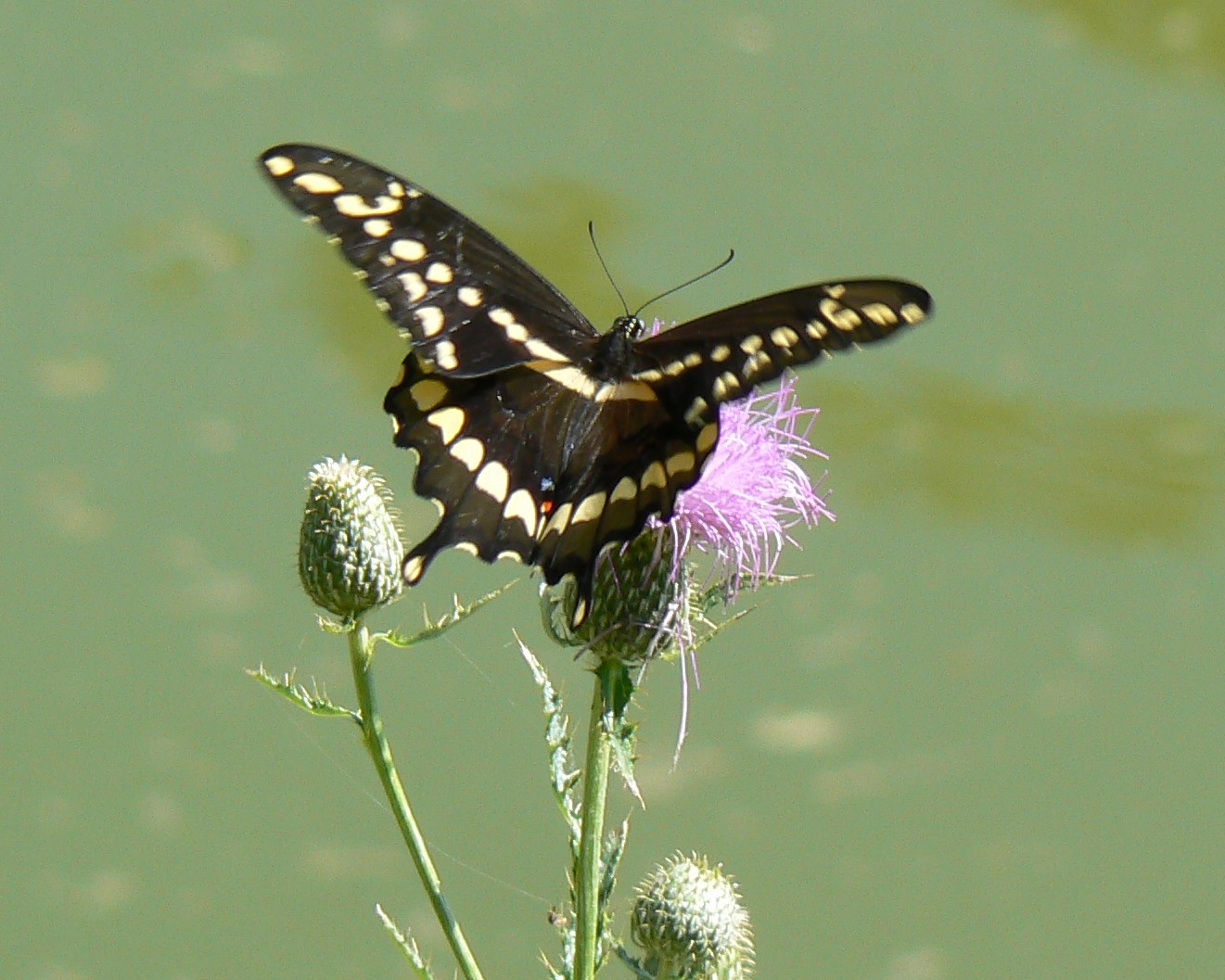
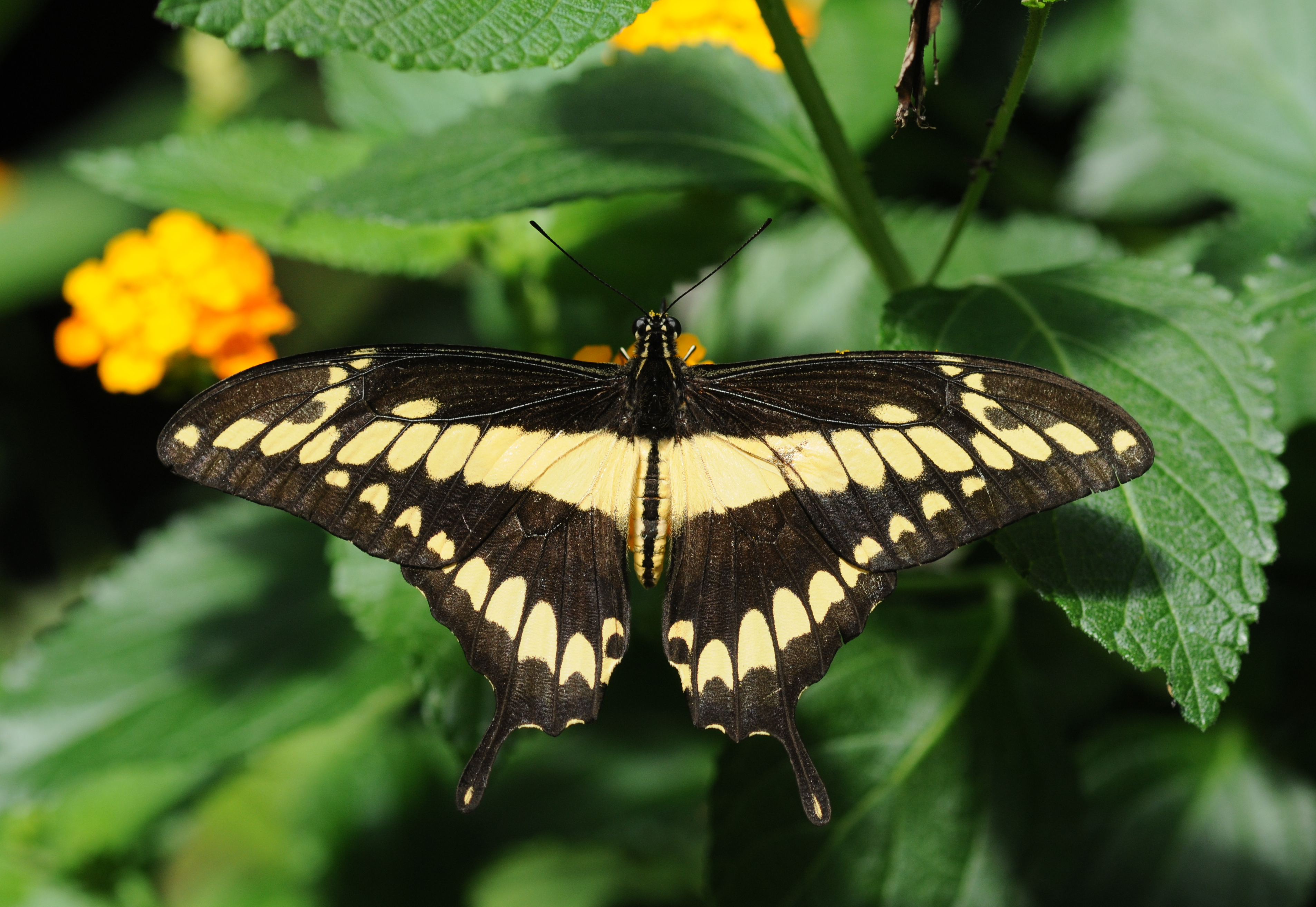
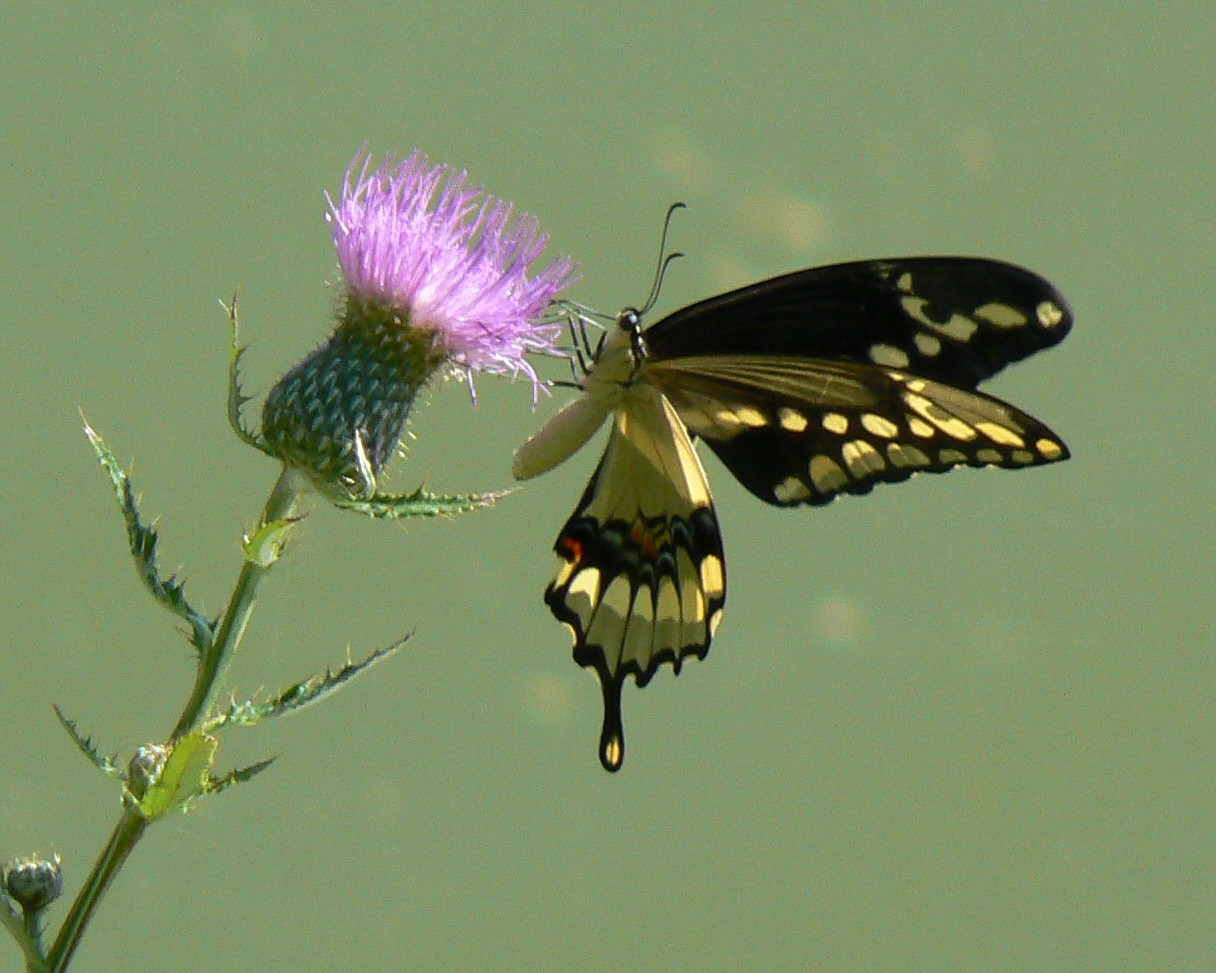